# Reggie Nadelson
Regina „Reggie“ Nadelson ist eine US-amerikanische Journalistin und Romanautorin, bekannt durch ihre Krimi-Reihe um den New Yorker Cop Artie Cohen.
Nadelson wurde in einer säkularen jüdischen Familie geboren und ist im Greenwich Village von Manhattan, New York aufgewachsen. Nach dem Absolvieren der örtlichen City and Country School und der Elisabeth Irwin High School, studierte sie am Vassar College Englisch im Hauptfach, wechselte später nach Stanford in Kalifornien, wo sie in Journalistik graduierte.
Nadelson wuchs in einer säkularen jüdischen Familie auf und beschreibt sich selbst heute als solcher Art.
Sie selbst veröffentlichte mehrere journalistische Arbeiten über die säkulare jüdische Kultur in Amerika, unter anderem für die BBC-Radio-Show-From Our Own Correspondent.
Nadelson arbeitete später in London für den Guardian und anschließend für den Independent. Sie schrieb auch für BBC-Dokumentarfilme. Sie veröffentlichte Artikel in der US-Ausgabe der Vogue sowie in mehreren anderen in London erscheinenden Zeitungen und Zeitschriften.
Im Jahr 1995 schuf sie Artie Cohen, einen russischstämmigen jüdischen Detective der New Yorker Polizei, um den sich die meisten ihrer Romane drehen. Im nichtfiktionalen Bereich veröffentlichte sie die Dean-Reed-Biografie Comrade Rockstar, welche von Tom Hanks ausgewählt wurde, um eventuell eine Filmbiografie über Reeds Leben zu drehen.
Sie lebt zurzeit sowohl in Manhattan als auch in London.

## Veröffentlichungen

### Artie Cohen-Reihe
- 1995 Red Mercury Blues (auch veröffentlicht als Red Hot Blues)
  - 1997 Red Mercury Blues, Übersetzt von Elisabeth Thielicke, Zürich, Ammann, 1997, ISBN 3-250-10321-7.
- 1997 Hot Poppies
  - 2000 Heißer Mohn, Übersetzt von Bettina Zeller, München, Ullstein-Verlag, 2000, ISBN 3-548-24802-0.
- 1999 Bloody London
- 2002 Sex Dolls (auch veröffentlicht als Skin Trade)
- 2004 Disturbed Earth
  - 2005 Russische Verwandte, Übersetzt von Claudia Feldmann, München, Zürich, Piper-Verlag, 2005, ISBN 978-3-492-27107-3.
- 2005 Red Hook
  - 2007 Rote Wasser, Übersetzt von Claudia Feldmann, München, Zürich, Piper-Verlag, 2007, ISBN 978-3-492-27125-7.
- 2006 Fresh Kills
  - 2009 Kalter Verrat : ein New-York-Krimi, Übersetzt von Claudia Feldmann, München, Zürich, Piper-Verlag, 2009, ISBN 978-3-492-27142-4.
- 2009 Londongrad
- 2010 Blood Count

## Andere Romane
- Somebody Else (2003)
  - 2005 Das andere Gesicht, Übersetzt von Wolfgang Thon, Berlin, Aufbau-Verlag, 2005, ISBN 3-7466-2020-1.

## Andere Veröffentlichungen
- Who is Angela Davis?: The Biography of a Revolutionary Yaden, New York 1972 siehe auch Angela Davis.
- Comrade Rockstar (1991) (auch veröffentlicht als Comrade Rockstar: The Life and Mystery of Dean Reed, the All-American Boy Who Brought Rock 'N' Roll to the Soviet Union) auch als Comrade Rockstar. The search for Dean Reed. Chattoo & Windus, London 1991, ISBN 0-7011-3472-0.